# San Gaetano (Caorle)
San Gaetano è una frazione del comune di Caorle, nella Città metropolitana di Venezia.

## Storia
L'abitato attuale di San Gaetano nasce in seguito alla suddivisione, da parte della Repubblica di Venezia del territorio dell'isola di Caorle in diversi appezzamenti di terreno, detti «prese», che sarebbero poi stati venduti a nobili famiglie veneziane per far fronte ai costi sostenuti dallo senato per i lavori di deviazione dei flussi fluviali nell'ambito della laguna veneta nel XVII secolo.
Tuttavia studi effettuati per conto della Soprintendenza ai beni archeologici del Veneto nel 1994 ha riportato alla luce importanti reperti identificati con un insediamento paleoveneto, risalenti almeno alla tarda età del bronzo. Questo, nonostante gli ingenti ritrovamenti nel territorio del capoluogo e risalenti per lo più all'età romana, rappresenta il più antico sito portato alla luce in tutto il comune di Caorle.
Come gran parte delle prese veneziane in territorio caorlotto, anche San Gaetano era essenzialmente costituita da terreno paludoso e insalubre, parzialmente bonificato già durante il XVIII secolo. Ne è prova la villa padronale con l'annesso oratorio dedicato a San Gaetano da Thiene, di epoca settecentesca, da cui l'intero abitato ha recentemente preso il nome. Entrambi questi edifici, oggetto di un recente restauro conservativo, possono essere tuttora osservati.
Il periodo di maggior notorietà per la frazione di San Gaetano è da individuarsi tuttavia tra gli anni cinquanta e sessanta del Novecento, quando la tenuta era di proprietà della famiglia del barone Raimondo Franchetti. Qui, infatti, soleva ritirarsi più volte all'anno, dal 1948 al 1954, il celeberrimo scrittore statunitense Ernest Hemingway, ospite del barone Raimondo Nanuk, figlio che il Franchetti ebbe con la contessa veneziana Bianca Moceniga Rocca, e prendere parte alle battute di caccia all'anatra nelle zone lagunari di Caorle. Fu in questo modo che lo scrittore poté approfondire il suo legame con il territorio e le usanze delle lagune venete, che descrisse con minuzia di particolari nel suo libro Di là dal fiume e tra gli alberi. Nello stesso romanzo compaiono, oltre alla giovane Renata identificata con la nobile Adriana Ivancich, di origine veneziana, lo stesso barone Raimondo Nanuk (identificato con il barone Alvarito), il barcaiolo Florindo Silotto, che lo portava a caccia attraverso i canali della tenuta di San Gaetano e la governante Nina Bottos.
Proprio a ricordo delle visite e del profondo legame di Caorle con Ernest Hemingway, ogni anno viene riproposto il premio "Papa" Ernest Hemingway, ospitato, tra gli altri luoghi, all'interno della tenuta Valle Grande di San Gaetano.

## Monumenti e luoghi d'interesse
Oltre ai luoghi frequentati da Ernest Hemingway, ora proprietà della famiglia Poja, il borgo di San Gaetano custodisce l'antico oratorio dedicato al santo di Thiene, edificato come cappella della tenuta padronale nel XVIII secolo. Sebbene restaurato di recente, non è aperto al pubblico. Al suo interno custodisce un altare, con la statua lignea del santo patrono, e una balaustra pure in legno. Sulla sommità dell'edificio svetta ancora oggi un campanile a vela, dotato di tre campane.
La chiesa parrocchiale è stata costruita di fronte alla vecchia tenuta, tra gli anni sessanta e settanta, anch'essa ristrutturata recentemente con l'aggiunta di un campanile dotato di tre campane a slancio. Il borgo si ravviva ogni anno con la tradizionale sagra paesana, organizzata nei giorni vicini alla festa del patrono (il 7 agosto).